# Apu Dadawan
Apu Dadawan（巴宰語），又稱番太祖、番神，是台灣巴宰族和噶哈巫族傳統信仰中的最高神，主宰著世界上的一切。

## 概述

### 巴宰族
根據傳說，Apu Dadawan是一位男神，有一位妻子叫Aduau，祂們平常住在一處懸崖上，懸崖上有一顆在人世間已經絕種的漆黑大樹Kahui lalusu，Apu Dadawan平常便坐在這棵樹下，監視著所有族人的一舉一動。祂擁有世界上最強大的katuhu（咒術），可以行走天地、治療所有的疾病、或驅散壞人施加的katuhu，不過祂不願意替壞人治病，另外，據說人間最早的火便是利用從Apu Dadawan在天上住處拿來的打火石點燃的。

### 噶哈巫
在噶哈巫族的信仰中，Apu Dadawan比較常被稱作番太祖，是一位戰神，祂經常在過去族人跟深山的原住民發生衝突（出草）的時候顯靈，手持番刀與戰槍保護族人。噶哈巫族為了感謝祂的貢獻，為祂建造了神像加以祭拜，又在2015年建立全台第一間以祂為主神的平埔番祖廟。但由於受到漢化影響，番太祖的神像穿著清朝的官服、官帽，祭祀方式也都採用漢人儀式，研究者推測祂的傳說很有可能是來自過去噶哈巫族協助清朝對抗泰雅族的歷史。

## 神話
在巴宰族的神話中，Apu Dadawan和妻子沒有孩子，但祂從人間收了一位叫做Luwbuli的小孩當養子，教祂katuhu，Luwbuli學成後也跟祂一樣擁有治病解咒的能力，還會協助Apu Dadawan監視族人的行為。